# San Vero Congius
San Vero Congius è una frazione del comune di Simaxis, in provincia di Oristano, di circa 100 abitanti. Fino al 1928 era un comune autonomo .

## Storia
Il nome del paese deriva dal latino Sanctus Theodorus, da cui deriva la forma contratta Santu 'Eru, erroneamente tradotta in italiano come "San Vero".
L'area fu abitata già in epoca nuragica per la presenza sul territorio di alcune testimonianze archeologiche, tra cui un nuraghe.
Nel medioevo appartenne al Giudicato di Arborea e fece parte della curatoria di Simaxis, di cui Simaxis era il capoluogo.
Alla caduta del giudicato (1410) entrò a far parte del Marchesato di Oristano. A seguito della sconfitta di Leonardo Alagon, ultimo marchese, passò sotto il dominio aragonese e cadde in possesso della famiglia dei Carroz. Intorno al 1767 fu incorporato nel Marchesato d'Arcais, feudo della famiglia dei Nurra, ai quali fu riscattato nel 1839 con la soppressione del sistema feudale.
Nel 1928 il comune fu soppresso e divenne una frazione di Simaxis.
Il paese venne trasferito nel Salto di Sant'Elena, lungo la strada statale 388 (tra Simaxis e Ollastra) in epoca fascista, dopo che il vecchio centro era stato quasi totalmente distrutto da una piena del fiume Tirso.
La vicenda passata del piccolo paese è stata raccontata, seppur attraverso toponimi di pura invenzione, nella commedia in lingua sarda Basciura, dell'oristanese Antonio Garau.

## Monumenti e luoghi d'interesse
Del vecchio borgo rimangono i resti di due chiese: la chiesa parrocchiale dedicata a san Niccolò di Mira (della quale rimangono pochi ruderi) e la chiesetta bizantina di san Teodoro in Congius.

## Galleria d'immagini

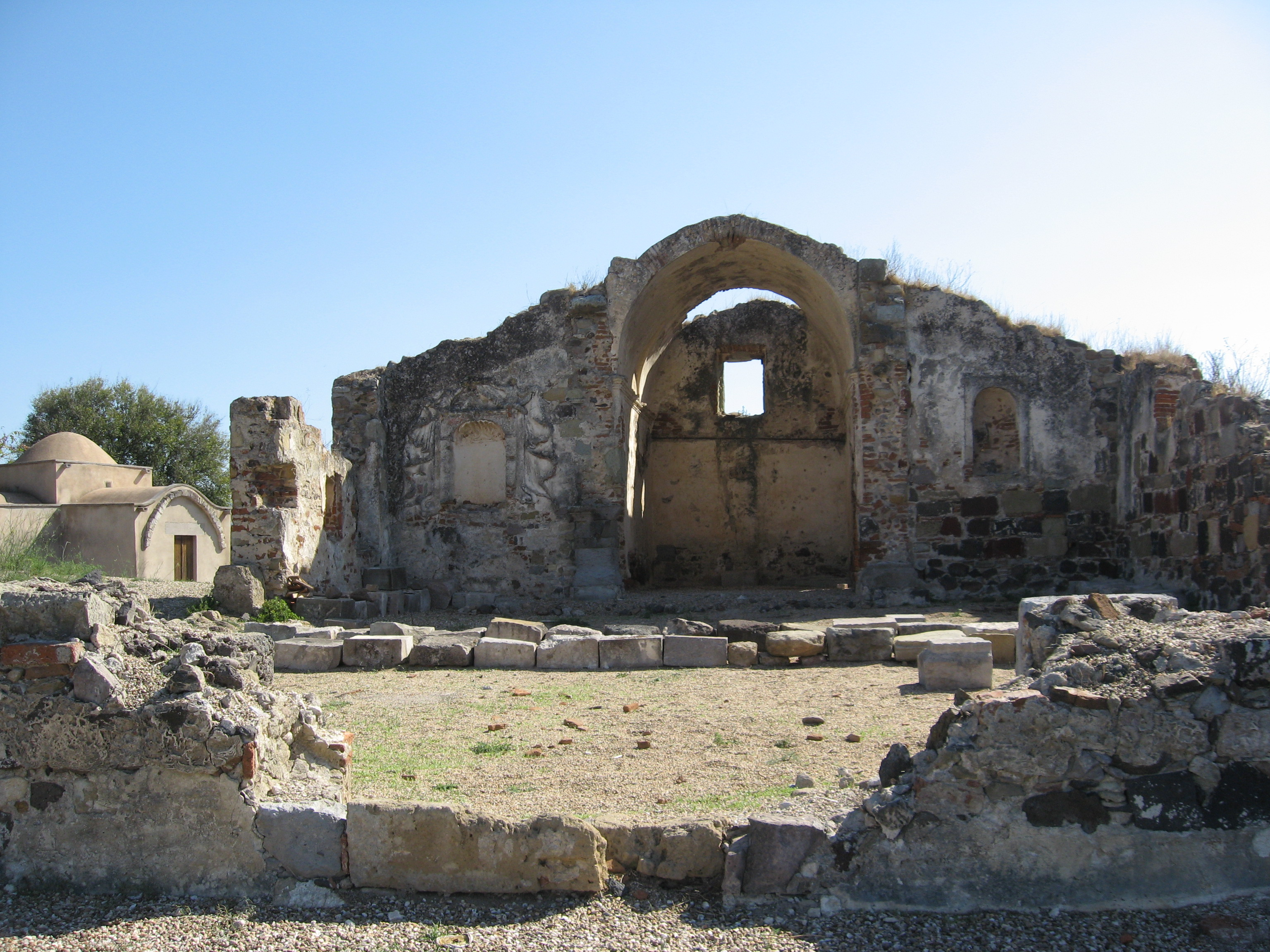
Ruderi della chiesa di San Nicola di Mira
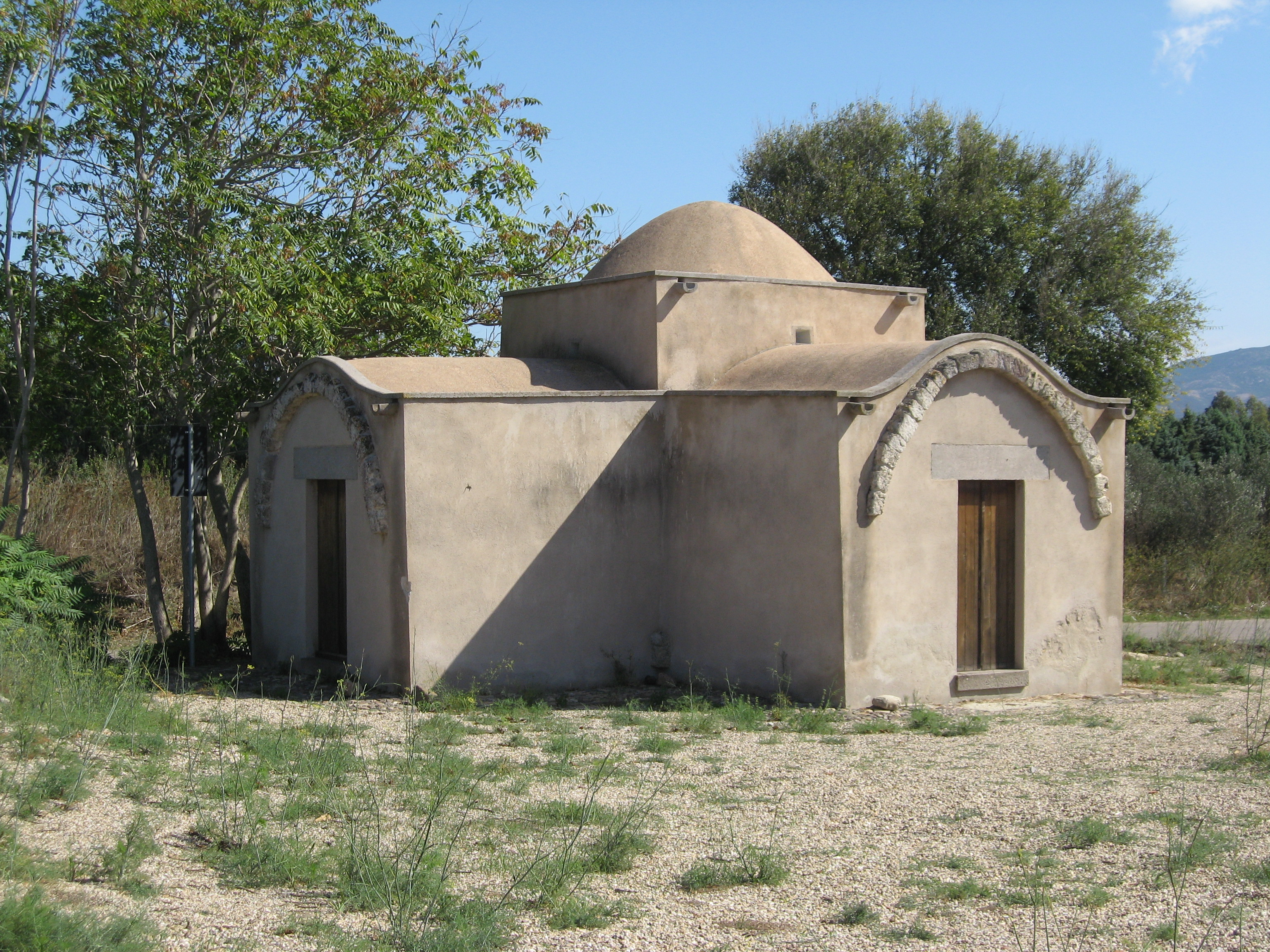
Chiesa bizantina  di San Teodoro
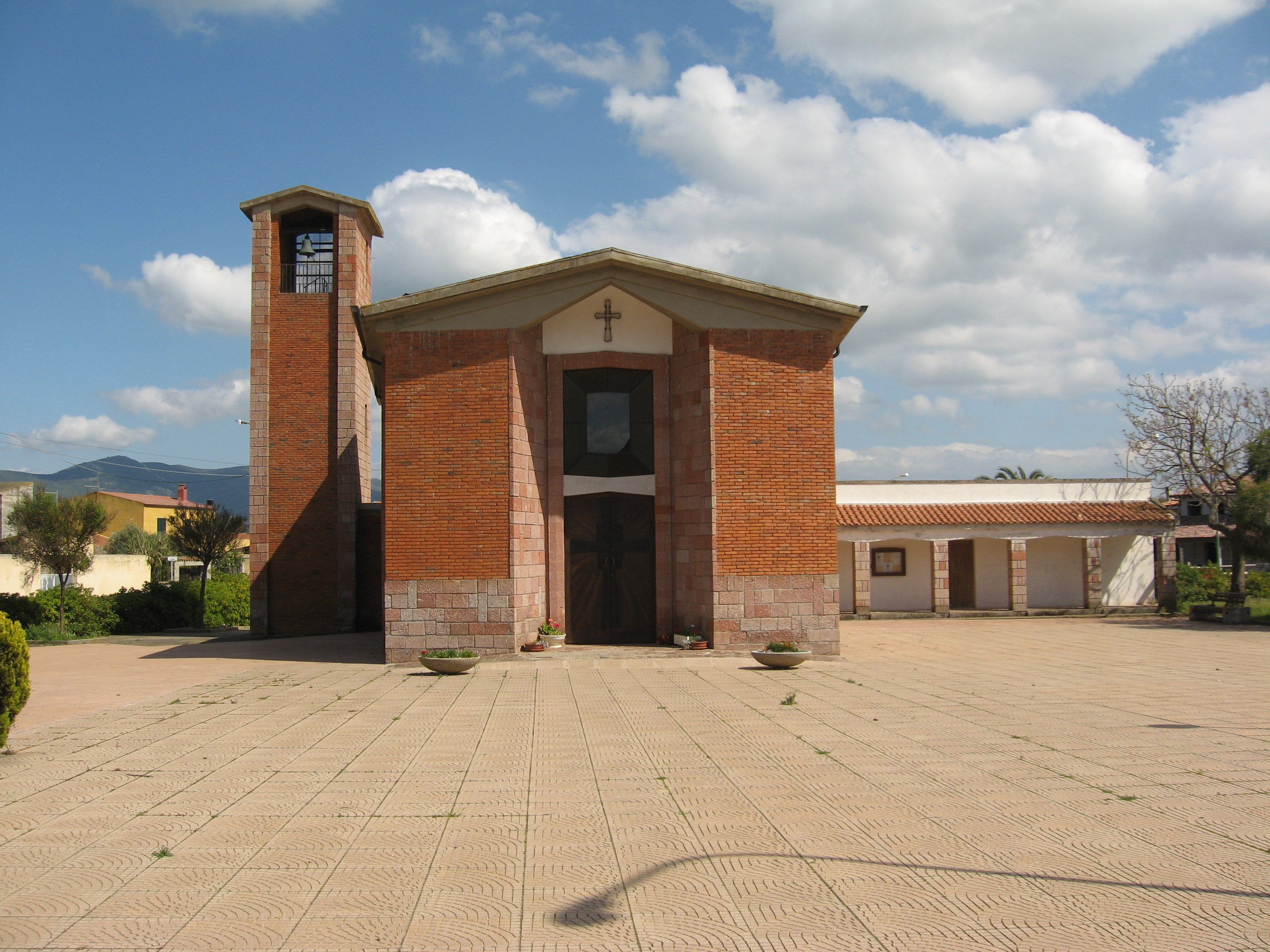
Veduta della facciata della nuova chiesa

## Società

### Tradizioni e folclore
- 31 maggio: festa dedicata alla Madonna in occasione della Visitazione della Beata Vergine Maria (Sa Bìsita), con il pellegrinaggio dai vicini comuni, Zerfaliu, Simaxis e Ollastra, per la benedizione dei bambini.
- 6 dicembre: festa di san Nicola